# Mordellistena fuscodoralis
Mordellistena fuscodoralis es una especie de coleóptero de la familia Mordellidae.

## Distribución geográfica
Habita en Paraguay.